# 마황속
마황(麻黃, 영어: Ma Huang, Ephedra sinica, Chinese ephedra)은 마황속(Ephedra)의 식물의 총칭이다.

## 특징
중국 북부와 몽골 등지에 분포하는 상록관목으로 모래땅에서 자란다. 높이는 30-70cm이며, 폭은 1m가량 된다. 마디가 많고 비늘 같은 퇴화한 잎이 1쌍씩 달리며 밑은 합쳐져서 원줄기를 둘러싼다. 뿌리는 목질이며 적갈색이다. 꽃은 2가화이며 여름에 2개의 꽃으로 된 단성꽃차례가 포로 싸여서 달린다. 암꽃이삭은 자라서 육질로 되고 분홍색이 도는 장과는 안에 2개의 종자가 들어 있다.

## 하위 종
| - E. alata - E. altissima - E. americana - E. antisyphilitica - E. aspera - E. boelckei - E. californica - E. campylopoda - E. chilensis - E. ciliata - E. coryi - E. cutleri - E. dahurica - E. distachya - E. equisetina | - E. fasciculata - E. fedtschenkoae - E. foliata - E. fragilis - E. frustillata - E. funerea - E. gerardiana - E. holoptera - E. intermedia - E. lepidosperma - E. likiangensis - E. lomatolepis - E. macedonica - E. major - E. minuta | - E. monosperma - E. multiflora - E. nevadensis - E. pachyclada - E. pedunculata - E. procera - E. przewalskii - E. regeliana - E. saxatilis - 초마황(草麻黃)E. sinica - E. strobilacea - E. torreyana - E. trifurca - E. viridis |

## 이용
예로부터 한약재로 널리 알려져 있는 마황의 약효성분으로는 알칼로이드가 함유되어 있는데 주성분은 엘－에페드린과 디－슈도에페드린이다. 약성은 온화하며, 맛은 약간 쓰고 맵다. 동물실험에서는 혈관수축작용과 혈압상승, 발한작용이 있음이 알려졌다. 효능은 급성폐렴이나 급성기관지염으로 발열이 심하고 기침을 연발할 때에 진해·소염·해열효과가 뛰어나다. 또 감기로 두통과 전신통이 심하고 근육의 긴장감이 있을 때에 많이 쓰이는 데, 환자가 땀을 많이 흘릴 때는 적합하지 못하다. 진해효과가 뛰어나서 백일해·기관지천식에도 활용된다. 이밖에 발한·이뇨작용이 있어서 부종을 동반하는 사지관절염에 염증을 제거시키면서 통증을 가라앉히고 굴신을 원활하게 도와준다. 한방에서는 많이 쓰는 약물이나 인체 내에서 강한 생리적 반응을 일으키므로 고혈압환자에게는 사용하지 않는 것이 좋다. 또 과량 복용하거나 장기간 사용하면 대뇌피질의 흥분작용으로 불면증을 유발시킬 우려가 있다. 대표적인 처방으로는 감기의 발한, 해열제로 쓰이는 마황탕과 해소에 쓰이는 마행감석탕(麻杏甘石湯)이 있다. 현재 대한민국에서는 제조, 가공, 수입, 조리가 금지되어 있는 원료이다. (식품위생법 제93조 제2항)

## 같이 보기
- 소마
- 하오마

## 참고 자료
- 이 문서에는 다음커뮤니케이션(현 카카오)에서 GFDL 또는 CC-SA 라이선스로 배포한 글로벌 세계대백과사전의 내용을 기초로 작성된 글이 포함되어 있습니다.